# Bude
Bude (Limba cornică: Bud) este un oraș și o stațiune turistică în comitatul Cornwall, regiunea South West, Anglia. Orașul aparține districtului North Cornwall. 